# Jossie Esteban y la Patrulla 15
Jossie Esteban y la Patrulla 15 es una banda líder de merengue de República Dominicana, formada por Jossie Esteban (Esteban Grullón) y Alberto Martínez (conocido como Ringo).
El grupo fue formado por estos amigos dominicanos de la infancia en mayo de 1979. Sus músicos eran predominantemente dominicanos pero también incluían algunos puertorriqueños. Su álbum debut El Cuchu Cu Cha fue un éxito, y desde entonces han grabado más de 20 discos, ganando premios como “el congo de oro” en Colombia, “orquesta del año” en Nueva York y varios discos de platino. Algunos de sus éxitos son "Agua de Coco", "Pirulo", "El Can" (La Fiesta), "Un hombre busca una mujer", "Enamoraito" (amor -golpeado) etc.
Desde 1992, Jossie Esteban también ha sido parte del exitoso trío merengue Zona Roja.

## Músicos de La Patrulla 15
- Esteban Grullón "Jossie Esteban" (1975–1998) Voz, compositor, arreglista y coro.
- Alberto Martínez "Ringo" (1975–1998) Piano, compositor, arreglista y coro.
- Eurípides González Feliz (júnior) (1978–1983) Saxofón, compositor y arreglista.
- Henry Hierro - Arreglista, Bajo (1975 - 1977)
- Willie Hierro - Cantante (1975 - 1977)
- Edgar Cedeño (1978–1998) Saxofón y Arreglista.
- Carlos Peña (1984–1998) Saxofón y Arreglista.
- Nelson García (1980) Trompeta y Arreglista.
- Arelis Peguero (1978–1998) Trompeta.
- Alfonso Quesada (1978–1985) Tambora, Campana, Clave y Redoblante.
- Rafael "Juni" Brito - Tambora
- Félix Suero – Güira
- Nez Café – Conga
- Heriberto Picart – Bajo
- Salvador Lamourt (1978–1998) Trombón.
- Eddie Gómez – Bajo
- Romualdo Tatis – Güira
- Elías Lopes – Trompeta
- Hernesto "Chiriki" Henríquez - Trompeta
- Juan Mejías – Güira & Bombo
- Jackie Lera - Congas
- Ángel Vázquez – Bajo
- Rey Mundi - Trombón
- Café Cruz – Congas
- Daniel Peña - Saxofón (solo en las canciones de 1983 "ay si, ay no" y "deja ese diablo")
- José Rolando Tatis – Güira
- Freddy Miranda – Saxofón
- Nelson "Brigi" Ruiz – Tambora, Batería y Bombo
- Elías Santana – Flujel (invitado solo para la canción "Viviras")
- Reynaldo Torres – Trompeta
- Miguel Rodríguez – Trompeta
- Benny Marín – Saxofón
- Alcides Gil-Conga
- Carlos Avilés – Trompeta
- Alfredo Torres – Trombón
- Ysrael Casado – Piano
- Cheo Quiñones – Coro
- William Berríos – Voz y coros
- Tony Ramírez – Voz y coros
- Martín Martínez – Voz, compositor y coros
- Alfred Cotto – Coro

## Discografía de La Patrulla 15
- Vacaciones en el campo (1977)
- Merengue De Hoy (1979)
- Cuchú Cuchá (1980)
- Están Encendío (1981)
- La Fiesta (1982)
- Deja Ese Diablo (1983)
- El Añoñaíto (1984)
- Nuestro 5to Aniversario ”El Muchachito” (1985)
- Noches De Copas (1986)
- Acaríciame (1987)
- Con Fuerza! (1988)
- Solo Sé Que Fue En Marzo (1989)
- O.K…All Right! Con Sabor A Pueblo (1989)
- En Acción! (1990)
- Dos tiempos bajo un mismo tono (1991)
- Hot (1991)
- Pegando El Pecho (1991)
- Hotter Than Ever (1992)
- Seguimos Haciendo Historia (1993)
- Nuestro 15 Aniversario (1994)
- Para Reconquistarte (1995)
- De Fiesta (1996)
- La Colota (1997)
- Nuestro 20 Aniversario (1998)

## Discografía de Jossie Esteban
- Internacional (1993)
- Extra (1996)
- La Universidad Del Merengue (1998)
- Original (1999)
- Tropical (2000)
- Style! (2001)
- Mundial (2003)
- En Victoria Estoy (2006)
- Lo Que Se Ve No Es (2007)
- Trabajando En El Mundo Soy Bendecido (2008)
- Pruebas (2009)
- Hasta Luego (2013)
- Despierta (2015)
- Ahora Se Goza Más! (2017)